# Symphylus obtusus
Symphylus obtusus är en insektsart som beskrevs av William Sweetland Dallas 1851. Symphylus obtusus ingår i släktet Symphylus och familjen sköldskinnbaggar. Inga underarter finns listade i Catalogue of Life.